# Тоновка
Тоновка — посёлок в Кирсановском районе Тамбовской области России. Входит в состав Уваровщинского сельсовета.

## География
Посёлок находится в восточной части Тамбовской области, в лесостепной зоне, в пределах Окско-Донской равнины, на автодороге межмуниципального значения 68К-023, к северу от города Кирсанов, административного центра района.
Климат
Климат характеризуется как умеренно континентальный с недостаточным и неустойчивым увлажнением. Среднегодовое количество осадков составляет 470—510 мм. Средняя температура января составляет −11,3 °С, июля — +20,4 °С.
Часовой пояс
Посёлок Тоновка, как и вся Тамбовская область, находится в часовой зоне МСК (московское время). Смещение применяемого времени относительно UTC составляет +3:00.

## Население
| 2010 |
| ---- |
| 891  |

Половой состав
По данным Всероссийской переписи населения 2010 года, в гендерной структуре населения мужчины составляли 46,4 %, женщины — соответственно 53,6 %.
Национальный состав
Согласно результатам переписи 2002 года, в национальной структуре населения русские составляли 99 % из 961 чел.

## Улицы
| - ул. Гагарина, - ул. Кирова, - ул. Маяковского, | - пер. Тоновский, - ул. Фестивальная, - пер. Фестивальный. |